# 広州テレビ塔
広州テレビ塔（こうしゅうテレビとう、中国語簡体字表記：广州电视塔、国際通用名［英語名］：Guangzhou TV Tower）は、中華人民共和国広東省広州市にある、全高218.0m、棟高（アンテナ基部の地上高）160.0mの鉄塔。
展望台などが設けられたテレビ塔で、1991年に建設された。
塔体には合弁企業広州本田の広告がある。
2010年、広州テレビ塔に替わる次世代のテレビ塔として「広州塔」（全高600.0m、棟高454.0m）が同市の海珠区にて開業した。

## 他の鉄塔との比較
- 広州テレビ塔 ：全高218.0m、棟高160.0m。
- 東京タワー ：全高332.6m、棟高254.0m。
- 広州塔 ：全高600.0m、棟高454.0m。
- 東京スカイツリー ：全高634m、棟高495m。
- ワルシャワラジオ塔 ：全高646.38m。1991年に倒壊するまで世界一高かった建造物。
- 1 E2 m